# Artem Tyshchenko
Artem Tyshchenko (ukrainien : Артем Тищенко), né le 22 décembre 1993 à Zhovtneve, dans l'oblast de Soumy, est un biathlète ukrainien.

## Carrière
Artem Tyshchenko démarre sa première compétition internationale lors des Championnats du monde jeunesse en 2012 où il obtient deux médailles individuelles (sprint et individuel). En 2013, il obtient sa première récompense aux Championnats d'Europe à Bansko, gagnant la médaille de bronze sur le relais mixte (moins de 26 ans). 
En janvier 2014, il apparaît pour la première fois en Coupe du monde à Antholz-Anterselva. La saison suivante, il marque ses premiers points et signe son premier top 10 individuel avec une dixième place au sprint d'Oberhof puis monte sur son premier podium lors du relais simple mixte à Nové Město na Moravě avec Juliya Dzhyma. Il est sélectionné pour les Championnats du monde 2015 à Kontiolahti et gagne une médaille d'argent aux Championnats d'Europe 2015 en relais.
Lors de la saison 2015-2016, il ne confirme pas ses résultats de l'hiver précédent et ne court qu'une seule fois en Coupe du monde à Canmore. Il est contrôlé positif au meldonium en 2016, mais le taux étant trop bas, l'Union internationale de biathlon abandonne le cas. La même année il est victime d'un accident de voiture avec sa petite amie, la biathlète moldave Snizhana Tsiyeyeva, ce qui lui cause une commotion cérébrale.  
En 2016-2017, il perd sa place dans l'équipe première nationale, et doit concourir dans l'IBU Cup, où il gagne une épreuve de relais mixte.
Même s'il ne marque pas de points lors de la saison 2017-2018 de Coupe du monde, il est sélectionné pour les Jeux olympiques d'hiver de 2018 à Pyeongchang, où il se classe 29e de la seule course qu'il dispute, l'individuel (avec un 20/20 au tir). En fin d'année 2018, il monte sur son deuxième podium de Coupe du monde à l'issue du relais simple mixte à Pokljuka.
En 2020, il gagne les trois titres individuels de champion d'Ukraine à Bukovel.
En janvier 2022 à Oberhof, il signe son troisième podium de relais mixte simple en Coupe du monde (troisième place, comme les deux premières fois).

## Palmarès

### Jeux olympiques d'hiver
| Épreuve / Édition                | Individuel | Sprint | Poursuite | Mass start | Relais | Relais mixte |
| Jeux olympiques 2018 Pyeongchang | 29e        | —      | —         | —          | —      | —            |

Légende :
- - : Non disputée par Tyshchenko

### Championnats du monde
| Édition / Épreuve | Individuel | Sprint | Poursuite | Mass start | Relais | Relais mixte | Relais mixte simple              |
| ----------------- | ---------- | ------ | --------- | ---------- | ------ | ------------ | -------------------------------- |
| Kontiolahti 2015  | 60e        | —      | —         | —          | —      | —            | Épreuve inexistante à cette date |
| Östersund 2019    | 83e        | 81e    | —         | —          | 12e    | —            | —                                |
| Pokljuka 2021     | 44e        | —      | —         | —          | —      | —            | —                                |
| Oberhof 2023      | 12e        | —      | —         | —          | —      | —            | —                                |
| Lenzerheide 2025  | 36e        | —      | —         | —          | —      | —            | —                                |

Légende :
- : première place, médaille d'or
- : deuxième place, médaille d'argent
- : troisième place, médaille de bronze
- : pas d'épreuve
- — : Non disputée par Tyshchenko

### Coupe du monde
- Meilleur classement général : 60e en 2015.
- Meilleur résultat individuel : 10e.
- 4 podiums :
  - 1 podium en relais : 1 troisième place.
  - 3 podiums en relais simple mixte : 3 troisièmes places.

Mise à jour le 9 mars 2025

#### Classements en Coupe du monde
| Saison    | Classement général final | Individuel | Sprint | Poursuite | Mass start |
| 2013-2014 | nc                       |            | nc     |           |            |
| 2014-2015 | 60e                      | 62e        | 54e    | -         | 47e        |
|           |                          |            |        |           |            |
| 2017-2018 | nc                       | nc         | nc     |           |            |
| 2018-2019 | 85e                      | 54e        | nc     | -         |            |
| 2019-2020 | nc                       | nc         | nc     |           |            |
| 2020-2021 | 65e                      | 56e        | 79e    | 58e       |            |
| 2021-2022 | nc                       | nc         | nc     | nc        |            |
| 2022-2023 | 73e                      | 48e        | 66e    | nc        |            |
| 2023-2024 | 88e                      | 62e        | nc     | nc        |            |
| 2024-2025 | nc                       | nc         | nc     |           |            |

### Championnats du monde junior
- 2 médailles de bronze : individuel et sprint en 2012 à Kontiolahti (jeunesse).

### Championnats d'Europe
- 1 médaille d'or : 2014 sur le relais mixte (junior).
- 2 médailles d'argent : 2015 sur le relais et 2014 sur le poursuite (junior).
- 2 médailles de bronze : 2013 sur le relais mixte et 2014 sur l'individuel (junior).

### Universiades
- Médaille de bronze en relais mixte en 2017 à Almaty.